# Binnenstad (Hoorn)
De binnenstad is een wijk in de gemeente Hoorn. Het is het oudste gedeelte van de stad, het deel binnen de singels (Westersingel, Spoorsingel en Draafsingel). De gehele binnenstad is beschermd als rijksbeschermd stadsgezicht.
In de binnenstad van Hoorn bevinden zich ook de winkels en uitgaansgelegenheden.
Ten oosten van de wijk ligt het Julianapark.

## Winkelstraten
Hoorn heeft vier autovrije winkelstraten, de Grote Noord, de Kleine Noord, de Lange Kerkstraat en de Nieuwsteeg. Daarnaast zijn de Gedempte Turfhaven, het Gouw, de Nieuwstraat en het Breed winkelstraten. In de winkelstraten bevinden zich grotere winkelketens, maar ook veel kleinere winkels. Boekhandel Stumpel, Blokker, Deen Supermarkten en SPS-Superstar zijn winkels die hun oorsprong in Hoorn vinden.

## Horeca
Verspreid door de hele stad vindt men restaurants en cafés. De Roode Steen, het centrale plein in de binnenstad van Hoorn is voor het grootste gedeelte omringd met uitgaansgelegenheden. Ook aan de haven bevinden zich enkele restaurants.

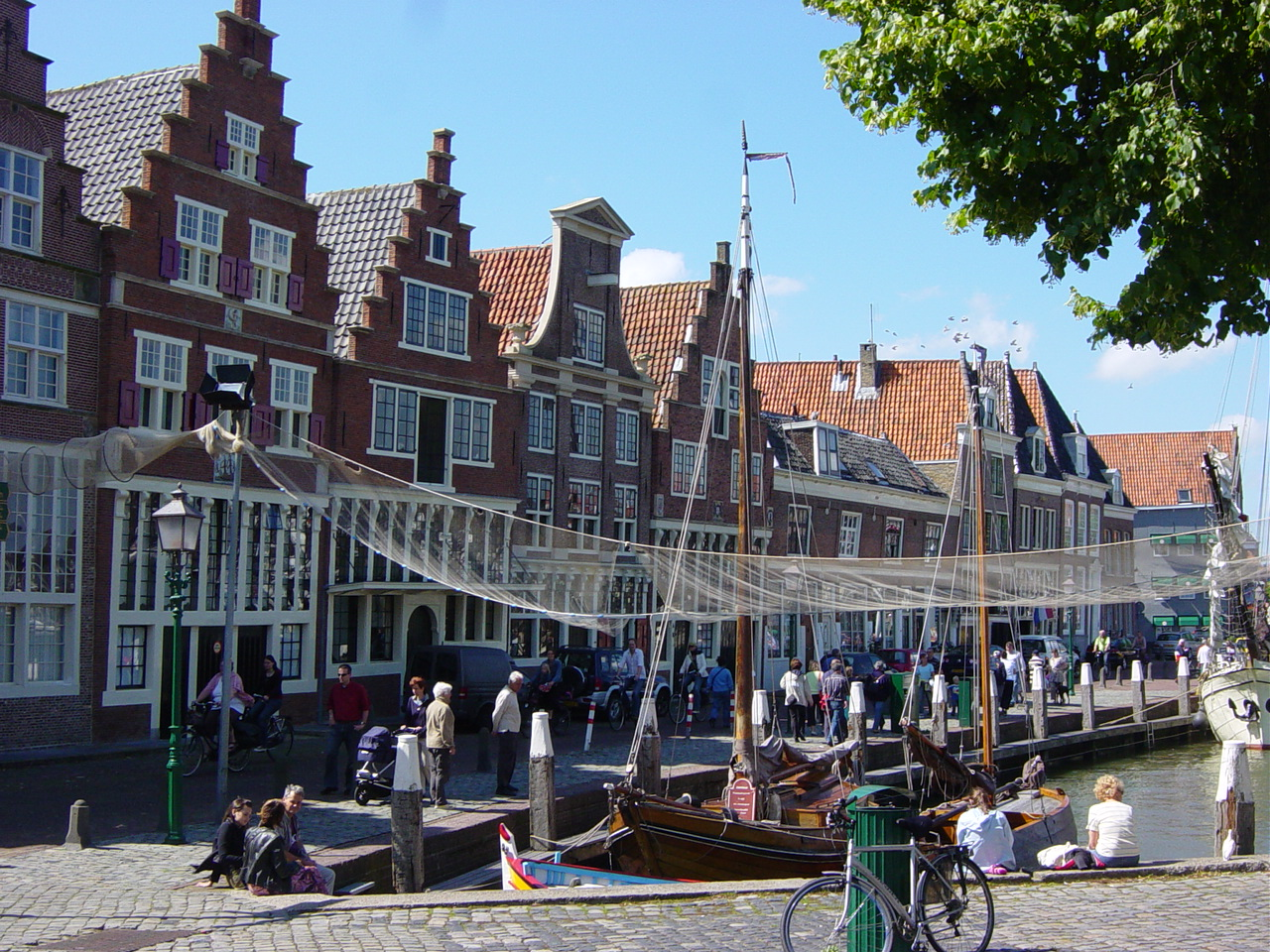
Deel van de haven in de binnenstad van Hoorn.
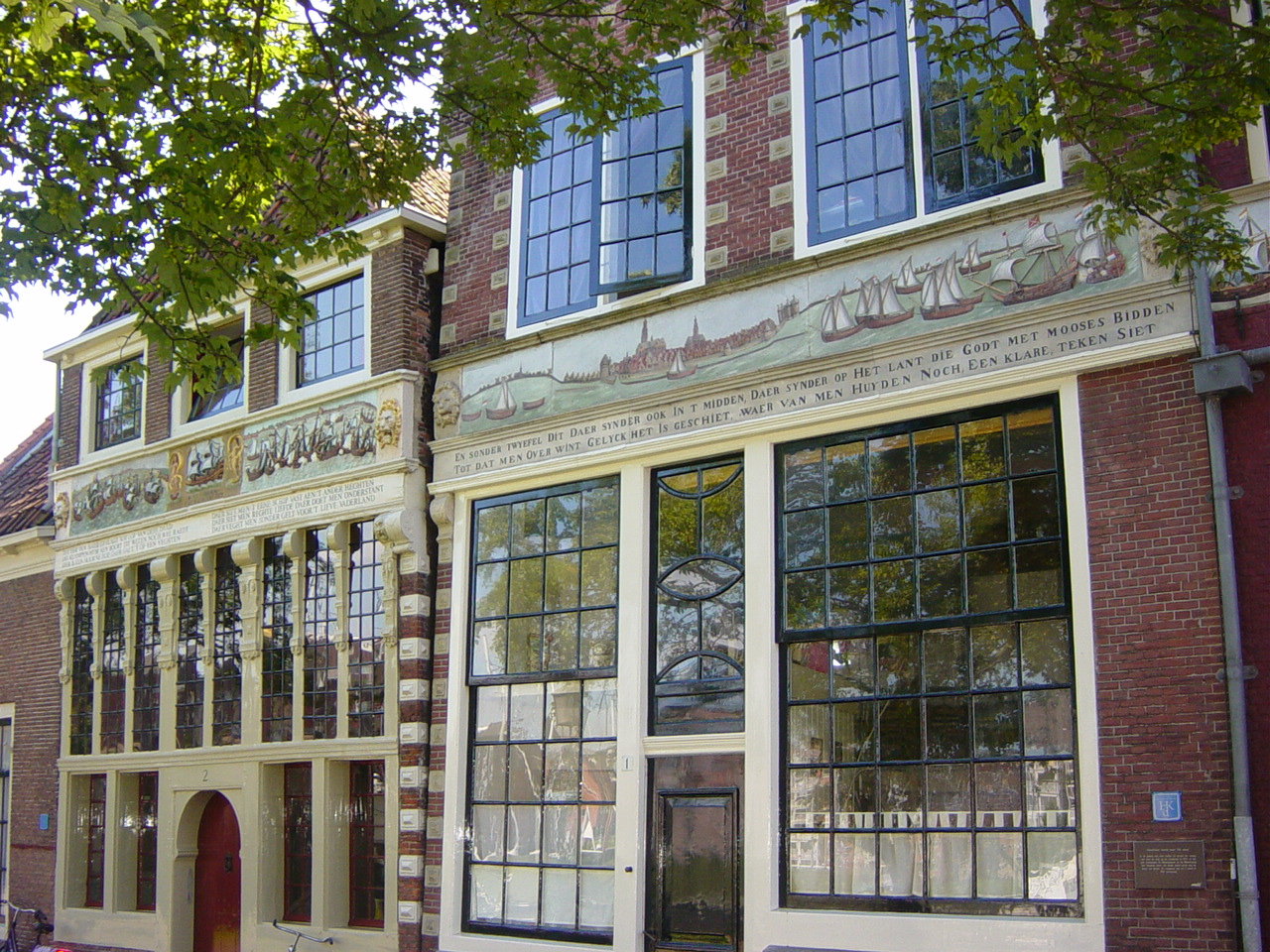
De Bossuhuizen in de binnenstad van Hoorn.

Binnenstad · Grote Waal · Hoorn 80 · Hoorn-Noord · Kersenboogerd-Noord · Kersenboogerd-Zuid · Nieuwe Steen · Risdam-Noord · Risdam-Zuid · Bangert en Oosterpolder · Venenlaankwartier · Westerblokker · Zwaag